# 원백 노
원백 노(原伯 魯, ? ~ ? 재위: 기원전 524년 이전 ~ 기원전 513년 이전?)는 중국 춘추 시대 원나라의 군주이다.

## 생애
기원전 524년, 조(曹)나라 평공(平公)이 죽어 장사 지냈고, 노는 여기에 참석하였다. 이때 어떤 사람이 노를 만나보았는데 그가 학문을 좋아하지 않음을 알고 민자마(閔子馬)에게 이를 알리니, 민자마는 원나라가 필히 망할 것이라고 하였다.
기원전 513년 3월, 이전에 왕자 조(王子 朝)의 모반에 가담했던 이들이 처형되었는데 이때 원백 노의 아들도 죽었다.

## 출전
- 《춘추좌씨전》 소공 18년, 29년

| 전임 (사실상) 궤심 | 원나라 백작 기원전 524년 이전 ~ 기원전 513년 음력 3월 이전? | 후임 (사실상) 수과 |